# Guttempler-Logenhaus (Flensburg)

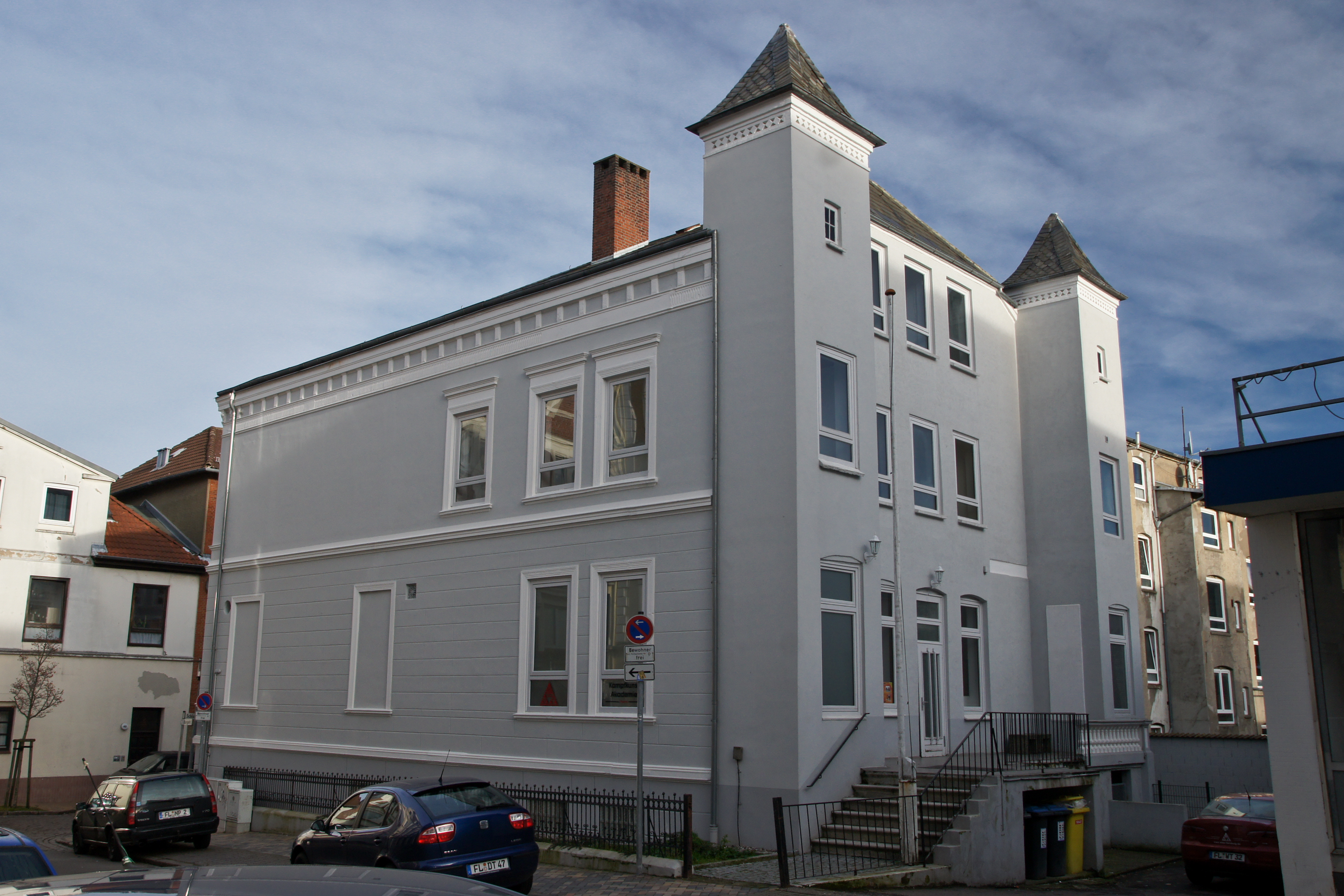
Südwestseite des Guttempler-Logenhauses

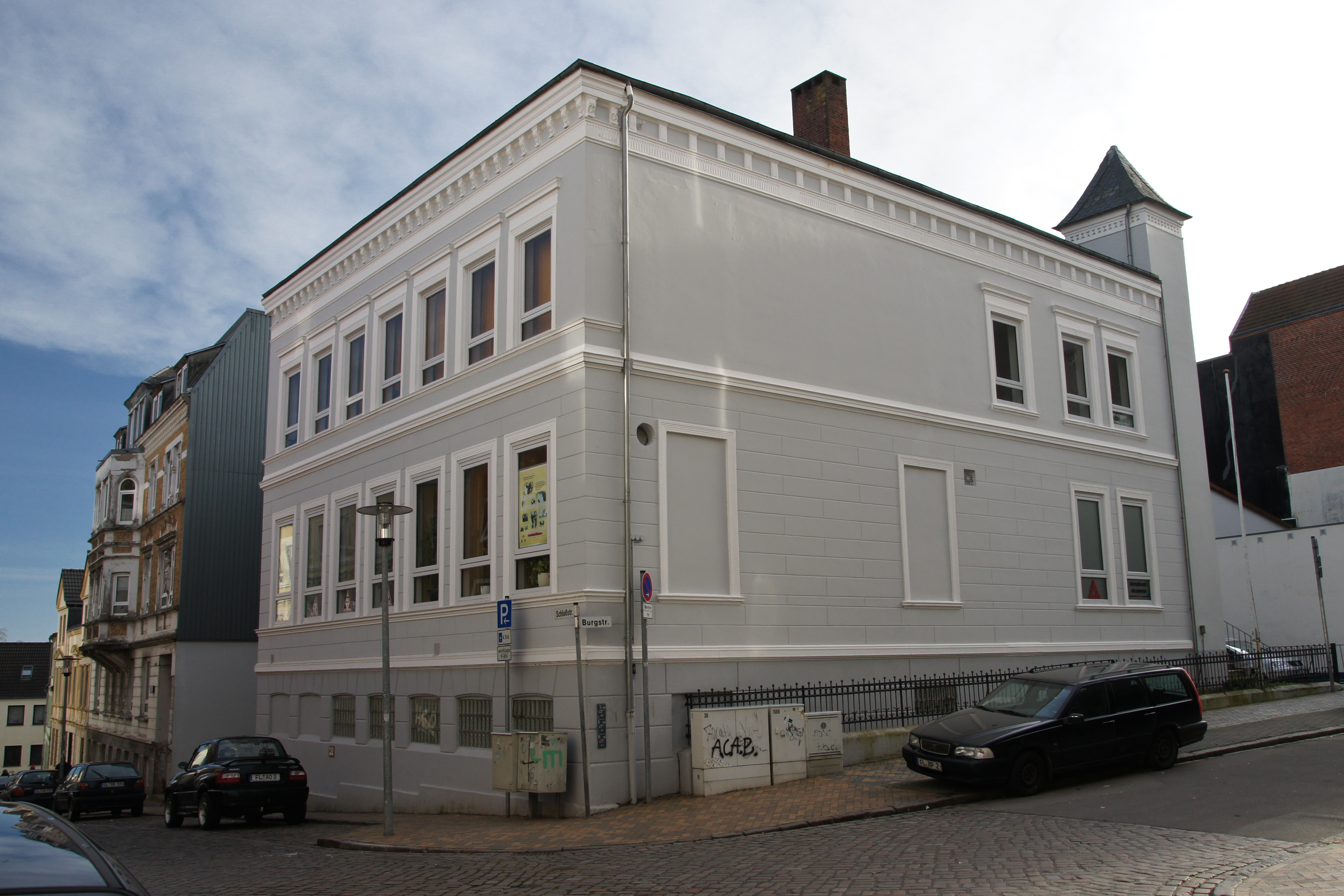
Nordwestseite des Guttempler-Logenhauses

Das Guttempler-Logenhaus in Flensburg besteht im Kern aus einem Gebäude des 18. Jahrhunderts. Es diente seit dem Anfang des 20. Jahrhunderts als Logenhaus der Flensburger Guttempler. Das Gebäude in der Schloßstraße 35 gehört heute zu den Kulturdenkmalen der Stadt.

## Geschichte

### Errichtung und ursprüngliche Nutzung
Das Gebäude wurde 1772/73 auf einem zuvor ersteigerten Gartengelände bei der Duburg als Sommerhaus des Amtmanns Graf von Haxthausen erbaut. Kurz darauf, 1779, wurde es vom Schiffsbaumeister Johann Sörensen Halkier erworben. Es diente diesem als Sommersitz „Catharinenlust“. Im Inneren des Gebäudes blieb aus dieser Zeit ein großer Saal erhalten, welcher sich durch eine schmuckhafte Wandgliederung mit Wandfeldern sowie Wandgemälden mit mythologischen Figuren der römischen Antike auszeichnet. Die Stuckarbeiten des Saals stammen möglicherweise von Francesco Antonio Tadey.
1886 bezog die staatliche Fachschule für Maschinisten der Seedampfschiffe, die erste Schule ihrer Art in Preußen, die Schloßstraße 35, also wohl das besagte Haus. Der Lehrbetrieb begann am 1. Oktober des Jahres. Die besagte Schule wurde im September 1933 der Navigationsschule angeschlossen.

### Umbau zum Guttempler-Logenhaus
1851 war in den Vereinigten Staaten der Orden der Guttempler, zur Bekämpfung des Alkoholismus, gegründet worden (vgl. Abstinenzbewegung). Der Orden verbreitete sich in der Folgezeit auch in England und Skandinavien. 1873 wurde die erste deutsche Loge in Hamburg gegründet, die aber nur wenige Jahre existierte. In den 1880er Jahren verbreiteten sich die Guttempler aus Skandinavien kommend auch in Nordschleswig. 1883 wurde die Loge „Pionieren“ in Hadersleben (dänisch Haderslev) (auf dem dänischen Festland, nördlich von Schleswig) gegründet. Die erste dauerhafte Gründung in den Grenzen des heutigen Deutschlands gelang schließlich 1887 in Flensburg. Am 9. Oktober des Jahres wurde dort die Loge „Digynia“ gegründet. Die erste Geschäftsstelle der Guttempler befand sich in der Vereinsstraße 27. 1905/06 wurde schließlich das Gebäude vom Maurermeister Carl Schulz zum Logenhaus des Guttemplervereins umgebaut. Er fügte dem zweigeschossigen Gebäude, das zudem ein sehr hohes Kellergeschoss besitzt, einen Treppenhausanbau an der Ostseite sowie einen turmartigen Anbau an der südlichen Eingangsseite hinzu. Das Gebäude erhielt gleichzeitig eine neue Putzfassade.
Direkt südlich neben dem Logenhaus, in der Burgstraße befand sich damals offensichtlich ein zweites Gebäude, dass den Guttempler gehörte, das sie „Logenheim I. O. G. T.“ nannten. Wann dieses gebaut oder erworben wurde, ist unklar. Dieses zweite Gebäude diente nach dem Zweiten Weltkrieg als ein Filmtheater namens „Burg-Theater“ und im Anschluss als ein Supermarkt. In den 1980er Jahren wurde das Guttempler-Logenhaus zumindest teilweise von einer Ballettschule genutzt. Die Guttempler nutzten das Logenhaus aber dennoch wohl noch teilweise bis Anfang des neuen Jahrtausends. Nach dem Wegzug der Ballettschule übernahm das Sozialkaufhaus „Schapptüch“ (des Martinstifts) deren Räumlichkeiten im Logenhaus sowie den benachbarten Supermarkt.

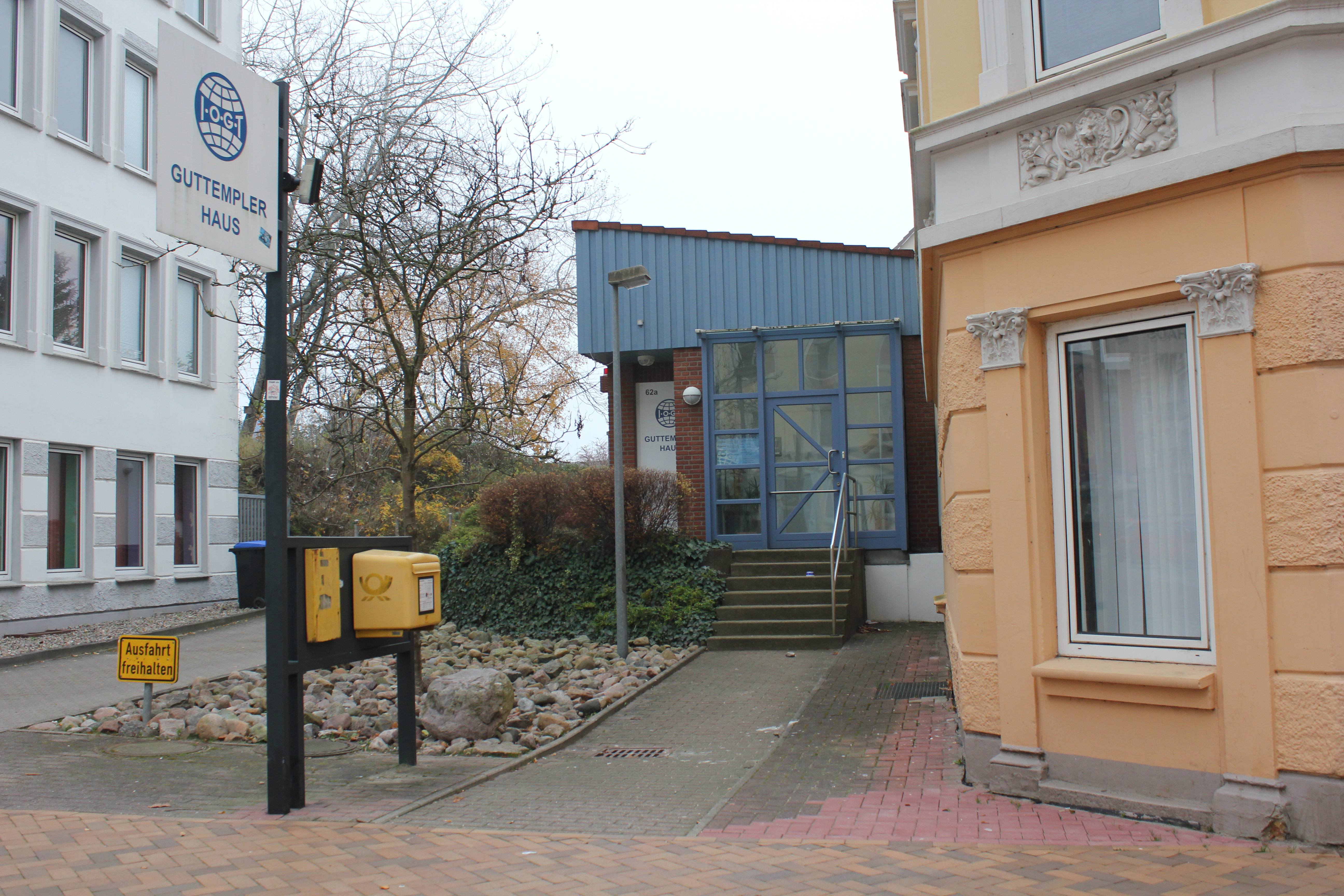
Der heutige Sitz der Flensburger Guttempler, in der Apenrader Straße 62a.

## Heute
Die heutige Flensburger Guttemplergemeinschaft „Freischar“ kaufte 2005 ein ehemaliges Postgebäude in der Apenrader Straße 62a, wo sie sich seitdem allwöchentlich trifft. Das alte Eckgebäude an den Straßen Burgstraße und Schloßstraße wurde in jüngerer Zeit noch als Beratungsstelle für Alkoholkranke des Guttemplerordens genutzt. In letzter Zeit diente das Gebäude verschiedenen Zwecken. Zurzeit ist die „WTEO Kampfkunst-Akademie Flensburg“ dort beheimatet.